# Phyllonorycter fitchella
Phyllonorycter fitchella är en fjärilsart som först beskrevs av James Brackenridge Clemens 1860.  Phyllonorycter fitchella ingår i släktet guldmalar, och familjen styltmalar. Inga underarter finns listade i Catalogue of Life.